# Лино Банфи
Ли́но Ба́нфи (итал. Lino Banfi ), настоящее имя — Паскуа́ле Дзагари́я (итал. Pasquale Zagaria ; род. 9 июля 1936, Андрия, Апулия) — итальянский актёр кино и телевидения, сценарист, предприниматель.

## Биография
В 1939 году с семьёй переехал в Каноза-ди-Пулья. 
В 1970-х годах Лино стал одним из самых известных комедийных итальянских актёров. В 1980-е он достиг пика своей славы после выхода фильмов «Футбольный тренер», «Иди вперёд, кретин», «Комиссар по прозвищу Кот» и «Глаза, сглаз, петрушка и укроп» . За всю свою актёрскую карьеру Лино Банфи снялся в более чем 110 фильмах. Амплуа — комик.
С 2000 года является послом доброй воли Итальянского национального комитета ЮНИСЕФ.
Болельщик футбольного клуба "Рома".
С 2017 года, совместно с детьми, управляет семейным рестораном "L’orecchietteria Banfi", рядом с площадью Кавур, в районе Прати, в Риме.

## Семья
- Жена – Лучия Лаграста (1938 – 2023)[6].
- Дочь – Розанна Дзагария, известная также как Розанна Банфи (1963) – итальянская киноактриса. Снималась в телефильмах и сериалах, таких как "Комиссар Дзагария" (Il commissario Zagaria), Семейный доктор (Un medico in famiglia), часто вместе с отцом[6].
- Внуки: Вирджиния (1993) и Пьетро (1998)[5].
- Сын – Вальтер Дзагария, исполнительный продюсер и ассистент режиссёра[6].

## Избранная фильмография

### Актёр
- 1960 — Крикуны перед судом — Леопольдо Канавоне
- 1964 — Два побега из Синг Синг / I due evasi di Sing Sing — друг Франко
- 1964—1965 — Дневник Джан Бурраски / Il giornalino di Gian Burrasca (сериал)
- 1965 — Как мы натворили бед в армии / Come inguaiammo l’esercito — капрал
- 1965 — Два мафиози против Голдфингера / Due mafiosi contro Goldginger — агент (в титрах не указан)
- 1965 — Два моряка и генерал / Due marines e un generale — немецкий солдат, курящий сигару (в титрах не указан)
- 1965 — Операция Луна / 002 operazione Luna — полицейский
- 1965 — Два парашютиста /  I due parà — Паскуале Дзагариа
- 1965 — Анжелика в гневе — Пульчинелла (в титрах не указан)
- 1966 — Измена по-итальянски / Adulterio all’italiana — Марко
- 1968 — Чёрная овца / La pecora nera — журналист (в титрах не указан)
- 1968 — Грохот дробовика / A suon di lupara — крестьянин
- 1968 — Племянники Зорро / I nipoti di Zorro — золотоискатель
- 1969 — Зум зум зум / Zum zum zum — La canzone che mi passa per la testa — администратор отеля
- 1969 — Профессор доктор Гвидо Терсилли, главный врач клиники Вилла Челесте по контракту / Il Prof. Dott. Guido Tersilli primario della Clinica Villa Celeste — представитель (в титрах не указан)
- 1969 — Дон Кихот и Санчо Панса / Don Chisciotte e Sancho Panza — посетитель таверны (в титрах не указан)
- 1969 — Возможно, само собой / Certo, certissimo, anzi… probabile — режиссёр
- 1969 — Медбратья из государственной больницы / Gli infermieri della mutua — Un Mutuato
- 1969 — Дон Франко и Дон Чиччо в году споров / Don Franco e Don Ciccio nell’anno della contestazione —           Косимино
- 1969 — О, сладкие поцелуи и томные ласки / Oh dolci baci e languide carezze — эпизод (в титрах не указан)
- 1969 — Франко и Чичо выходят на тропу войны / Franco e Ciccio sul sentiero di guerra — Мормон
- 1969 — Голубоглазая Лиза / Lisa dagli occhi blu — Паскуале
- 1969 — Зум зум зум 2 / Zum zum zum 2 — La canzone che mi passa per la testa — Паскуале
- 1970 — Полночная любовь / Mezzanotte d’amore — Таможенник № 1
- 1970 — Нини Тирабушо / Никола Ninì Tirabusciò, la donna che inventò la mossa — Никола Мальдацеа
- 1970 — Я не бегу… а убегаю / Io non scappo — беглец
- 1971 — Сможет ли адвокат Франко Бенетано победить своего заклятого врага судью Чиччо Де Инграса? / Riuscirà l’avvocato Franco Benenato a sconfiggere il suo ace — сотрудник Загарии
- 1971 — Будущее за коммерцией!? / Il furto è l’anima del commercio?! — Маммолетта
- 1971 — Удар дубиной… сколько раз тебе наставляли рога на этом свете? / Mazzabubù… quante corna stanno quaggiù?
- 1971 — Простите, она платит налоги? / Scusi, ma lei le paga le tasse? — Ламберти
- 1971 — Задержанный в ожидании суда / Detenuto in attesa di giudizio — директор тюрьмы Сагунто
- 1972 — Страх с косыми глазами / Il terrore con gli occhi storti
- 1972 — Их называли двумя пилотами безумного мира / Continuavano a chiamarli i due piloti più matti del mondo —Торичелли
- 1972 — Отважный Ансельмо и его оруженосец / Il prode Anselmo e il suo scudiero — Женоподобный кастрат
- 1972 — Боккаччо / Boccaccio — Игнацио
- 1972 — Развод / Causa di divorzio — Форман
- 1973 — Бригадир Паскуале Дзагариа любит маму и полицию / Il brigadiere Pasquale Zagaria ama la mamma e la polizia— Бригадир Паскуале Дзагариа
- 1973 — Другое лицо покровителя / L’altra faccia del padrino — Рокки Джанова
- 1974 — Исследование секса / Sesso in testa — Председатель экзаменационной комиссии
- 1974 — Четверо обжор на манёврах / 4 marmittoni alle grandi manovre — сержант Мероде
- 1974 — Грех, достойный прощения / Peccato veniale — Конте Дзагариа
- 1975 — Изгоняющий дьявола L’esorciccio — Паскуале Аббате
- 1975 — Удар в тростнике / Colpo in canna — комиссар Калогеро
- 1976 — Удар по семье / Stangata in famiglia — Никола Дзагариа
- 1976 — Лишь бы не узнали все вокруг!.. / Basta che non si sappia in giro!.. — Директор тюрьмы
- 1977 — Горации и Куриации: 3-2 / Orazi e curiazi 3-2 — Аполло
- 1977 — Шизовойска / Kakkientruppen — Отто, солдат
- 1977 — Соседка по парте / La compagna di banco — Тео д’Oливио
- 1978 — Медсестра и большие маневры / La soldatessa alle grandi manovre — Дон Панотта
- 1978 — Учительница на дому / L’insegnante viene a casa — Амадео
- 1978 — Отличница и второгодники / La liceale nella classe dei ripetenti — Зенобио Канталупо
- 1978 — Учительница в колледже / L’insegnante va in collegio — Пеппино
- 1979 — Лицеистка, дьявол и святая вода / La liceale, il diavolo e l’acquasanta — Мария Паскуале Папоне
- 1979 — Все в школу / Tutti a squola — Паскуале
- 1979 — Нянька на ночь / L’infermiera di notte — Никола Пищелла
- 1979 — Учительница обманывает… все классы / L’insegnante balla… con tutta la classe — профессор Меццопонте
- 1979 — Лицеистка соблазняет преподавателей / La liceale seduce i professori — Паскуале Ла Ричутта
- 1979 — Хозяйка гостиницы L’affittacamere — Лиллино
- 1979 — Полицейская в отделе нравов / La poliziotta della squadra del buon costume — комиссар полиции
- 1979 — Суббота, воскресенье и пятница / Sabato, domenica e venerdì — Никола Ла Брокка
- 1979 — Медсестра в военной палате / L’infermiera nella corsia dei militari — Профессор Амедео Ла Русса
- 1980 — Докторша и полковник / La dottoressa ci sta col colonnello — Полковник Пунзоне
- 1980 — Второгодница заигрывает с директором / La ripetente fa l’occhietto al preside — Родольфо Калаброне
- 1980 — Жена в отпуске… любовница в городе / La moglie in vacanza… l’amante in città — Пеппино
- 1980 — Сахар, мед и перчик / Zucchero, miele e peperoncino — Пульезе
- 1980 — Всем классом на море / L’insegnante al mare con tutta la classe — Эрколе Кубетти
- 1981 — Богатые, очень богатые… на самом деле в одних трусах / Ricchi, ricchissimi… praticamente in mutande — Марио Замбони
- 1981 — Спагетти в полночь / Spaghetti a mezzanotte — Савино Ла Граста
- 1981 — Сексуальное просвещение учителей / L’onorevole con l’amante sotto il letto — Армандо Батистони
- 1981 — Рогалики с кремом / Cornetti alla crema — Доменико Петручелли
- 1981 — Фраккия — зверь в человеческом облике / Fracchia la belva umana — Комиссар Ауриччио
- 1981 — Голодная жена и горячий любовник / La moglie in bianco… l’amante al pepe — Джузеппе «Пепино» Патане
- 1982 — Иди отсюда, не смеши меня / Vai avanti tu che mi vien da ridere — комиссар Паскуале Беллачиома
- 1982 — Бог их создаёт, а потом спаривает / Dio li fa poi li accoppia — Дарио Ричиотто
- 1982 — Идиоты / Vieni avanti cretino — Паскуале Баудаффи
- 1983 — Не разлей вода / Pappa e ciccia — Никола Калоре
- 1983 — Глаза, сглаз, петрушка и укроп / Occhio, malocchio, prezzemolo e finocchio — Алматоре Секка
- 1983 — Спортивный бар / Al bar dello sport — Лино
- 1984 — Футбольный тренер / L’allenatore nel pallone — Оронзо Кана
- 1985 — Пожарные / I pompieri — Никола Руополо
- 1986 — Универмаг / Grandi magazzini — Никола Аббатекола
- 1986 — Школа воров / Scuola di ladri — Амалио Сирачи
- 1987 — Комиссар по прозвищу Кот / Il commissario Lo Gatto — комиссар Натале Ло Гатто
- 1987 — У богатых свои привычки / Roba da ricchi — Альдо Петручелли
- 1987 — Переодетые, или Как трудно быть женщиной / Bellifreschi — Томазо
- 1987 — Подкаблучник в океане / Com'è dura l’avventura — Пьеро Бигаччи
- 1987 — Пожарные 2: Миссия для героев / Missione eroica — I pompieri 2 — Никола Руополо
- 1998 — Продается голая собственность (ТВ) / Nuda proprietà vendesi — Доменико
- 1998 — Семейный доктор (сериал) / Un medico in famiglia — Либеро Мартини
- 2002 — Безумная семейка (ТВ) / Un difetto di famiglia — Никола Гаммарота
- 2002 — Четвероногая звезда (ТВ) / Il destino ha 4 zampe — Джузеппе Парди
- 2003 — Тихое место (ТВ) / Un posto tranquillo — Брат Раньеро
- 2004 — Расскажи мне историю (ТВ)/ Raccontami una storia — Сальваторе
- 2005 — Что, если Санта…? (ТВ) / Il mio amico Babbo Natale — Иезекииль
- 2006 — Отец невест (ТВ) / Il padre delle spose — Рикарло Каталано
- 2006 — Что, если Санта… снова? (ТВ) / Il mio amico Babbo Natale 2 — Иезекииль
- 2008 — Футбольный тренер 2 / L’allenatore nel pallone 2 — Оронзо Кана
- 2008 — Лето у моря / Un’estate al mare — Никола
- 2009 — Мария, ему не нравится еда / Maria, ihm schmeckt’s nicht! — Антонио — Сарас Ватер
- 2009 — Бокаччо блюз / Focaccia blues — Барезе
- 2009 — Приносим извинения за неудобства (ТВ) / Scusate il disturbo — Антонио Капоцци
- 2011 — Комиссар Дзагария (ТВ) / Il commissario Zagaria — комиссар Паскуале Дзагариа
- 2012 — Хорошего дня / Buona giornata — сенатор Леонардо Ло Бьянко
- 2015 — К чёрту на рога / Quo vado? — сенатор Бинетто (в титрах не указан)

### Сценарист
- 1982 — Идиоты / Vieni avanti cretino
- 1984 — Футбольный тренер / L’allenatore nel pallone
- 2000 — Vola Sciusciù
- 2008 — Футбольный тренер 2 / L’allenatore nel pallone 2'
- 2011 — Комиссар Загария (ТВ) / Il commissario Zagaria

## Награды
- Великий офицер Ордена «За заслуги перед Итальянской Республикой» (1994)
- Кавалер Большого креста Ордена «За заслуги перед Итальянской Республикой» (1998)
- Золотая медаль премии «Жизнь для кино» (1991)
- Премия Франсуа Трюффо (1996)
- Кинопремия «Золотой кубок» (Италия, 2000)
- Gran Premio Internazionale dello Spettacolo (Италия, 2003)
- Премия Барокко (Premio Barocco, 2003)
- Премия Roma Fiction Fest (2008)
- Премия фестиваля комедийный фильмов в Монте-Карло (Monte-Carlo Film Festival de la Comédie, 2009)
- Премия Виторио Де Сика (Premio Vittorio De Sica, 2010)
- Premio Faraglioni (2010)
- Премия Капитолийской волчицы (Premio Lupa capitolina, 2012)
- Почётный гражданин г. Андрия (2013)
- Национальная премия Альберто Сорди (Premio nazionale Alberto Sordi, 2014)
- Золотая суперхлопушка — персонаж года (2016)